# Air Products
Air Products, sous sa forme longue Air Products and Chemicals, est un groupe industriel américain d'envergure internationale, spécialiste des gaz industriels et médicaux. 
Son siège se trouve aux États-Unis à Allentown en Pennsylvanie dans la région de la vallée de Lehigh où il est l'un des principaux employeurs. 
Air Products est le troisième groupe mondial dans le secteur des gaz industriels à la suite du rachat de BOC Gases en 2006 puis Praxair en 2018 par Linde d'une part et Airgas en 2016 par Air Liquide d'autre part. Air Products est deux à trois fois plus petit que ces deux groupes quant au chiffre d'affaires.

## Histoire
Air Products a été fondé par Leonard P. Pool en 1940 à Detroit (Michigan) sur le principe de « Production sur le lieu de consommation ». Au départ, cette idée s’appliquait à la production d’oxygène. Ce gaz était vendu comprimé dans des bouteilles qui pesaient cinq fois plus que le gaz qu’elles contenaient. Air Products a proposé la construction d'usines de production à côté des entreprises consommatrices, ce qui réduisait fortement les coûts de distribution. Ce concept de production directement sur le lieu d'utilisation s'est avéré pertinent.
Air Products a loué son premier générateur d'oxygène à une petite entreprise sidérurgique de Detroit en 1941. Peu de temps après, un deuxième générateur d'oxygène a été commandé par le chantier naval de Norfolk (Virginie). Durant la Seconde Guerre mondiale, la société s’est concentrée sur la conception et la fabrication de générateurs mobiles d’oxygène pour l’armée qui utilisait ce gaz dans les vols à haute altitude. À la fin de la guerre, Air Products a perdu ses contrats militaires et a dû se retourner vers l’industrie civile du Nord-est des États-Unis. 

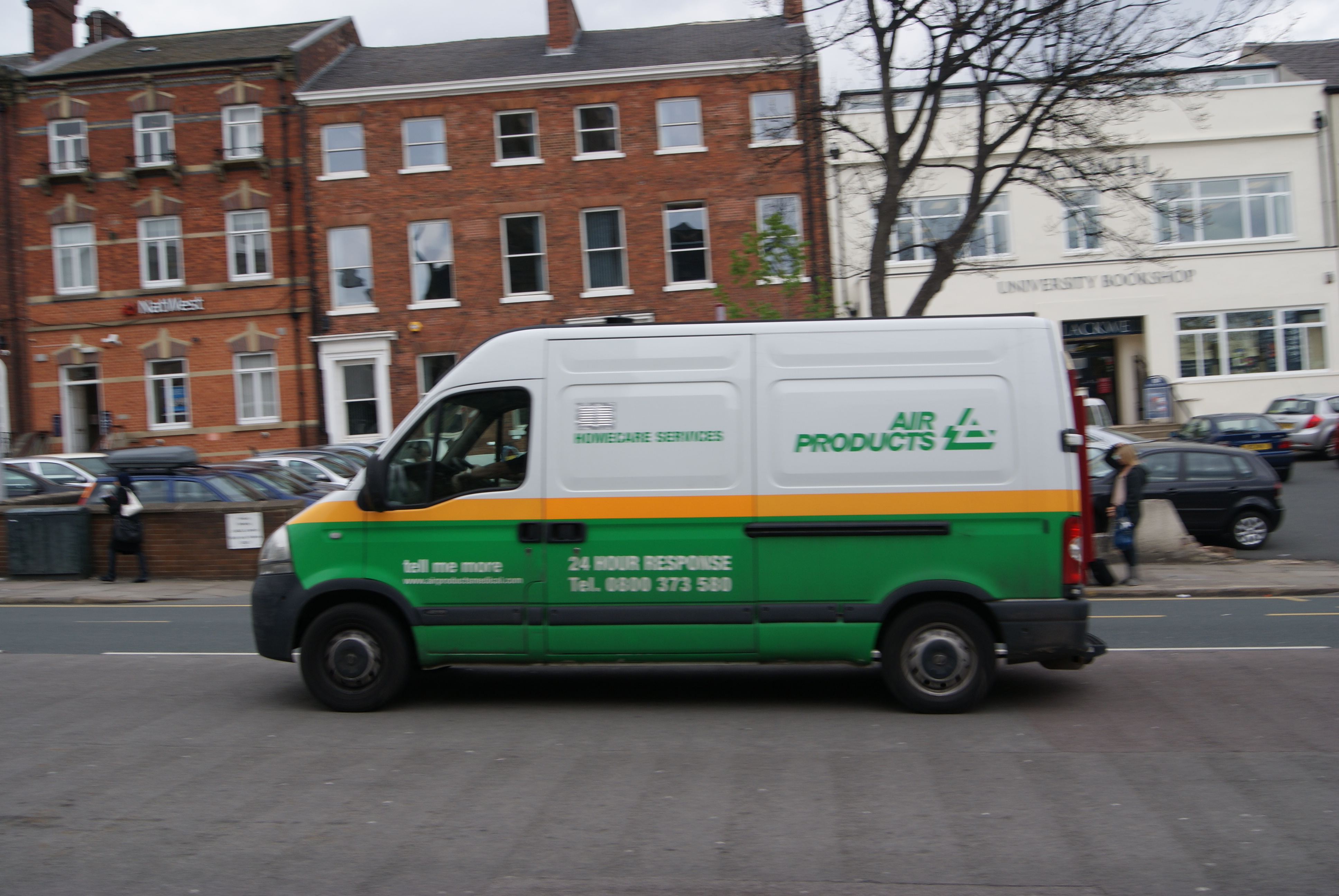
Une camionnette aux couleurs d'en

En 1957, Air Products a pénétré le marché des gaz industriels outre-Atlantique grâce à une coentreprise avec la firme britannique Butterley Company. Celle-ci produisait sous licence Air Products les équipements cryogéniques utilisés dans la production de gaz industriels. La nouvelle entreprise a été appelée Air Products (Great Britain) Ltd. Air Products acquit par la suite la totalité de cette activité et développa ses activités de distributeur de gaz industriels et d’équipements cryogéniques.
En 1969, l’entreprise conforta sa position dans les produits chimiques avec l'acquisition d’Escambia Chemical Corporation, un vaste complexe chimique situé à Pensacola (Floride). Cette société produisait des produits chimiques industriels tels que des amines, des dérivés de polyuréthane, des résines de polychlorure de vinyle et des engrais.
En 1970, l'acquisition des activités chimiques et plastiques d’Airco, Inc. a permis d’ajouter plusieurs produits au catalogue de l’entreprise, tels que les émulsions d'acétate de polyvinyle, l'alcool polyvinylique, les produits chimiques acétyléniques et la fabrication de matières plastiques.
Dans les années 1980, Air Products a maintenu sa stratégie de concentration sur ses métiers de base. En Asie, la compagnie a pris des positions minoritaires dans des sociétés de gaz industriels en Corée, au Japon, en Malaisie, à Hong Kong, en république populaire de Chine, en Thaïlande et à Taïwan. Elle a poursuivi son expansion géographique avec des associations en Espagne et au Mexique et avec l'acquisition d'Inter-City Gas Co. dans l'ouest du Canada. Aux États-Unis, la société s’est agrandie avec l'acquisition de la société Separex qui fabrique des systèmes de production de gaz par membrane puis par la société JC Schumacher Entreprise, un important fournisseur de produits chimiques de grande pureté pour l'industrie des semi-conducteurs.
Dans les années 1990, la société a continué à s’internationaliser. En Italie, elle a pris une participation de 49 % dans Sapio, un important fournisseur italien de gaz industriels. En Espagne, elle a achevé son acquisition de Carburos Metálicos, principal fournisseur de gaz industriels du pays. En Allemagne, la société a également acquis des entreprises d’additifs de polyuréthane et d’agent de démoulage.
En 1999, Air Products tente avec Air liquide d'acquérir BOC Gases, mais son offre est invalidée par les autorités de la concurrence américaines et européennes.
En 2002, Air Products acquiert American Homecare Supply, une entreprise américaine spécialisée dans les équipements de soins à domicile.
Elle a vendu sa production d’adhésifs et d’émulsions à Ashland en 2008.
Air Products and Chemicals a lancé en février 2010 une offre publique d'achat (OPA) hostile de 7 milliards de dollars sur son compatriote Airgas, de façon à donner naissance au numéro un de la production de gaz industriels en Amérique du Nord. Cependant, cette offre est rejetée par le conseil d'administration d'Airgas, qui réussit à faire échouer l'opération,.
En mai 2016, Evonik annonce l'acquisition d'activités chimiques spécialisées, notamment des revêtements, de Air Products pour 3,8 milliards de dollars.
En juin 2024, TotalEnergies et Air Products signent un accord de 15 ans pour la fourniture annuelle de 70 000 tonnes d'hydrogène vert, que TotalEnergies utilisera pour décarboner ses raffineries en Europe. Les premières livraisons d’hydrogène débuteront en 2030. Cet hydrogène devrait permettre d’éviter la production d’environ 700 000 tonnes de dioxyde de carbone par an. Dans le cadre de ce partenariat, les entreprises ont également signé un accord d'achat d'électricité en vertu duquel TotalEnergies fournira à Air Products 150 mégawatts d'énergie solaire provenant d'un projet au Texas.

## Métiers
Les activités de Air Products se partagent entre : 
- la production de gaz industriels (96 % du chiffres d'affaires),
- les équipements (4 % du chiffres d'affaires),

Air Products produit différents types de gaz industriels et de produits associés : 
- gaz de l'air (azote, oxygène, argon) pour 46 % de son chiffre d'affaires,
- gaz de procédés (hydrogène, hélium, dioxyde de carbone, monoxyde de carbone) et de synthèse (mélange d'hydrogène et de monoxyde de carbone) pour 26 % de son chiffre d'affaires,
- gaz de spécialité.

En 2024, le groupe est le premier fournisseur mondial d'hydrogène. Il a investi plus de 15 milliards de dollars dans plusieurs grands projets d’hydrogène à faible teneur en carbone. Il est également un leader mondial dans la fourniture de technologies et d'équipements pour le traitement du gaz naturel liquéfié. Il est un acteur majeur[évasif] de la production d'hélium.[réf. nécessaire]
Il approvisionne ses clients soit :
- en vrac sous forme liquide par tanker et pipeline
- en bouteille (essentiellement en Europe, Asie et Amérique latine)
- en produisant les gaz (hydrogène, azote, oxygène, monoxyde de carbone et gaz de synthèse) directement sur le site des industriels du raffinage, de la chimie, de la gazéification et de la métallurgie qui en consomment en permanence de grandes quantités

La société conçoit, construit et opère de grandes installations industrielles de production. Elle conçoit et produit également différents équipements de séparation de l'air, d'extraction et de purification des gaz, de liquéfaction du gaz naturel et de transport et de stockage de l'hélium et d'hydrogène liquides.
La répartition mondiale de l'activité d'Air Products est de 45 % en Amériques (dont 41 % aux États-Unis et Canada), 30 % en Asie (dont 19 % en Chine), 25 % en Europe, Moyen Orient et Afrique. 
Sur le territoire américain, Air Products exploite 400 installations de production et distribution ainsi que des réseaux de pipeline aux États-Unis (sur la cote du golfe du Mexique, en Californie et en Arizona) et au Canada (Alberta et Ontario). En Europe, Moyen-Orient et Afrique, 180 installations sont exploitées ainsi que des réseaux de pipeline aux Pays-Bas, au Royaume-Uni, Belgique, France et Allemagne. En Asie, 170 installations sont exploitées ainsi que des réseaux de pipeline en Chine, Corée du Sud, Taïwan, Malaisie, Singapour et Indonésie. L'hélium est produit aux États-Unis et distribué dans le monde entier. Les équipements sont majoritairement produits aux États-Unis (Missouri, Pennsylvanie) et en Chine. Le gaz naturel liquéfié est produit en Floride.
Enfin, la société exploite des stations de ravitaillement en hydrogène en Californie et au Japon.

## Actionnaires
Liste des principaux actionnaires au 30 octobre 2019.
| The Vanguard Group                                      | 8,79% |
| State Farm Investment Management                        | 6,78% |
| Capital Research & Management                           | 5,12% |
| SSgA Funds Management                                   | 4,72% |
| T. Rowe Price Associates (Investment Management)        | 3,63% |
| Barrow, Hanley, Mewhinney & Strauss                     | 2,98% |
| BlackRock Fund Advisors                                 | 2,55% |
| Viking Global Investors                                 | 2,19% |
| Capital Research & Management (International Investors) | 2,01% |
| Franklin Advisers                                       | 1,93% |

## Implantation en France
En France, Air Products emploie 400 personnes à Saint-Quentin-Fallavier près de Lyon, à Beauvais (Oise) et à Strasbourg (Bas-Rhin). Son siège est situé à Aubervilliers, en Seine-Saint-Denis.
En juin 2015, le site de Saint-Quentin-Fallavier est l'objet d'un attentat.